# Pai (musique)
Le pai est un instrument de musique roumain, à anche simple et comportant 6 trous. Il est surtout utilisé pour les grandes occasions telles que les mariages, baptême, ou les fêtes nationales.